# Ernst Rattenhuber
Ernst Rattenhuber (* 4. August 1887 in München; † 16. November 1951 ebenda) war ein deutscher Landwirt und Politiker (CSU).

## Leben
Ernst Rattenhuber schloss 1910 sein Studium in Weihenstephan als Diplom-Landwirt ab; während dieser Zeit trat er dem Corps Donaria zu Freising-Weihenstephan bei. Anschließend übernahm er den elterlichen Hof in Englschalking.
Während des Ersten Weltkriegs war Rattenhuber Ordonnanzoffizier des Prinzen Franz Maria Luitpold von Bayern. Diese Position ermöglichte ihm nach dem Krieg die Stelle des Verwalters von Schloss Leutstetten. Im Zweiten Weltkrieg war Rattenhuber im Dienstrang eines Majors landwirtschaftlicher Berater der Befehlshaber in den Wehrkreisen VII und XIII.
Von 1946 bis 1947 war er Aufsichtsratsvorsitzender der Bayerischen Warenvermittlung landwirtschaftlicher Genossenschaften AG.

## Partei und öffentliche Ämter
1945 gehörte Rattenhuber zu den Gründungsmitgliedern der CSU. Er wurde ebenfalls Mitglied des Bayerischen Bauernverbandes.
Nach Kriegsende wurde er von der US-amerikanischen Militärregierung als Direktor des Bayerischen Landesamtes für Ernährung und Landwirtschaft eingesetzt; zusätzlich übernahm Rattenhuber ab dem 13. Juni 1945 die Leitung der Abteilung für Landwirtschaft im Bayerischen Staatsministerium für Wirtschaft und gehörte in diesen Funktionen dem von der Militärregierung ernannten Kabinett unter Führung von Ministerpräsident Fritz Schäffer an, das vom 28. Mai bis zum 28. September 1945 amtierte.
Ab dem 15. Februar 1949 gehörte Rattenhuber dem Wirtschaftsrat des Vereinigten Wirtschaftsgebietes in Frankfurt am Main an. Vom 16. November 1949 bis zu seinem Tod amtierte Ernst Rattenhuber im Rang eines Staatsrates als der erste Bevollmächtigte des Freistaates Bayern beim Bund.